# My ID Is Gangnam Beauty
My ID Is Gangnam Beauty est une série télévisée sud-coréenne diffusée en 2018. La série est basée sur un webcomic du même nom, publié sur Webtoon par Gi Maeng-gi. La série suit le personnage de Kang Mi-rae, jeune étudiante qui décide de subir une chirurgie plastique après avoir été victime d'intimidation et de harcèlement à cause de son apparence. La série débute sur son entrée à l'université où elle essaie de préserver son secret.
La série est diffusée sur la chaîne câblée JTBC depuis le 27 juillet 2018 tous les vendredis et samedis à 23h00. Elle est également disponible sur Netflix.

## Synopsis
Depuis son plus jeune âge, Kang Mi-rae reçoit de nombreuses critiques sur son apparence et devient vite victime d'intimidation et de harcèlement à l’école. Elle décide, grâce à l’aide financière de sa mère, de subir une lourde opération de chirurgie esthétique au visage pour se sentir mieux dans sa peau. Acceptée dans une prestigieuse université où personne ne la connaît, elle peut enfin se forger une nouvelle identité tout en essayant de préserver son secret…

## Distribution

### Acteurs principaux
- Im Soo-hyang : Kang Mi-rae
- Cha Eun-woo : Do Kyeong-seok

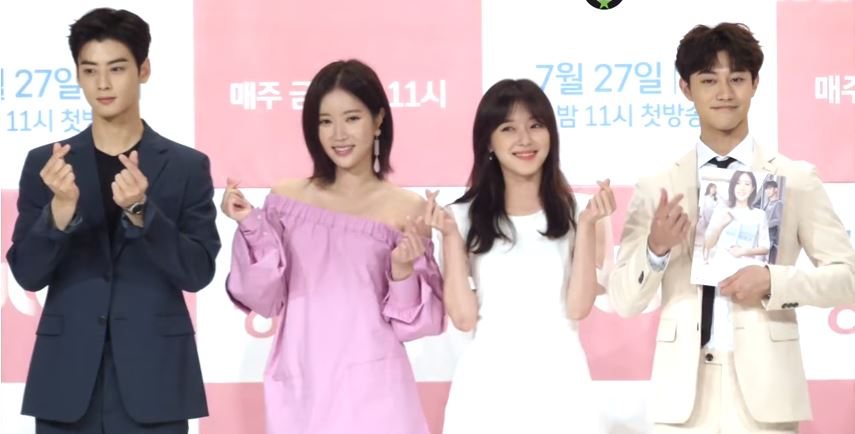
Cast_(뉴스인스타)_180726_JTBC_02

  - Moon Woo-jin : Kyeong-seok, enfant
- Jo Woo-ri : Hyun Soo-a
- Kwak Dong-yeon : Yeon Woo-young

### Acteurs récurrents
Entourage de Kang Mi-rae
- Woo Hyun : Kang Tae-sik, père de Kang Mi-rae
- Kim Sun-hwa : Na Eun-sim, mère de Kang Mi-rae
- Min Do-hee : Oh Hyun-Jung, l'amie d'enfance

Entourage de Do Kyung-seok
- Park Joo-mi : Na Hye-sung, mère de Kyung-seok
- Park Sung-geun : Do Sang-won, père de Kyung-seok
- Kim Ji-min : Do Kyung-hee, sœur de Kyung-seok
- Lee Tae-sun : Woo-jin, ami d'enfance de Kyung-seok

Étudiants en chimie
- Park Yoo-na : Yoo Eun
- Jung Seung-hye : Choi Jung-boon
- Jung Hye-rin : Lee Ji-hyo
- Kim Do-yeon : Jung Won-ho
- Kim Eun-soo : Kim Sung-woon
- Oh Hee-joon : Kim Chan-woo
- Ryu Ki-san : Goo Tae-young
- Kim Il-rin : Yeo-woo
- Bae Da-bin : Kwon Yoon-byul
- Lee Ye-rim : Kim Tae-hee
- Baek Soo-min : Go Ye-na
- Choi Sung-won : Song Jung-ho
- Ham Sung-min : Chung Dong-woon
- Sun-mi : Kim Min-ha
- Seo Ji-hye : Min-ah
- Yoo In-soo : Park Rae-seon

## Personnages
Kang Mi-raeTimide et complexée, elle a du mal à s’ouvrir aux autres en raison de ses anciennes expériences de harcèlement scolaire. Elle ne sait pas comment réagir à cette nouvelle popularité.
Do Kyung-seokBien que souvent silencieux et inexpressif, il est très populaire et envié des garçons à l’université en raison de son style et de sa beauté. Il reste pourtant froid et distant.  Il cache aux autres élèves la popularité de ses parents car il ne veut pas qu’on l’associe à eux.
Hyun Soo-aElle est considérée comme l’étudiante la plus jolie du campus, ce qui lui vaut une grande popularité. Elle reçoit également de nombreuses déclarations venant des garçons étudiants mais feint de ne pas s’en rendre compte pour entretenir l’ambiguïté avec chacun d’entre eux. Elle se révèlera assez manipulatrice.
Yeon Woo-youngApprenti dans l’université, il enseigne des cours de chimie aux premières années. Il aime la rigueur et l’application au travail mais a un comportement spontané et généreux en dehors des heures de classes.

## Production
La première lecture du scénario a eu lieu le 30 mai 2018 à la station JTBC de Sangam à Séoul.

## Réception
La série a été un succès commercial et a suscité des critiques positives pour avoir posé des questions sur l’importance que la société accorde aux apparences et sur le véritable sens du bonheur et de la beauté.